# Volta a Turquia 2014
La Volta a Turquia 2014 va ser la 50a edició de la Volta a Turquia. La cursa es disputà entre el 27 d'abril i el 4 de maig, amb un recorregut de 1.251 km distribuïts en vuit etapes. La cursa formava part del calendari UCI Europa Tour 2014 amb una categoria 2.HC.
El vencedor final fou el britànic Adam Yates (Orica-GreenEDGE), que s'imposà per tan sols cinc segons a l'estoni Rein Taaramäe (Cofidis) i per 39" al francès Romain Hardy (Cofidis). Aquesta va ser la primera gran victòria d'Adams com a professional.
En les classificacions secundàries Mark Cavendish (Omega Pharma-Quick Step), vencedor de quatre etapes, guanyà la classificació per punts, Marc de Maar (Unitedhealthcare) la de la muntanya, Mattia Pozzo (Neri Sottoli) la dels esprints intermedis i el Cofidis la classificació per equips.

## Equips participants
Amb una categoria 2.HC dins l'UCI Europa Tour, els equips UCI ProTeams poden representar fins a un 70% dels equips participants, mentre la resta poden ser equips continentals professionals, equips continentals turcs i un equip nacional turc.
En aquesta edició són 21 els equips que hi prenen part: 8 ProTeams, 12 equips continentals professionals i un equip continental:
- 8 ProTeams: Astana Qazaqstan Team, Belkin Pro Cycling Team, Cannondale, Team Katusha, Lampre-Merida, Lotto-Belisol, Omega Pharma-Quick Step, Orica-GreenEDGE
- 12 equips continentals professionals: Bardiani CSF, Caja Rural-Seguros RGA, CCC Polsat Polkowice, Cofidis, Colombia, Drapac, MTN Qhubeka, Neri Sottoli, Novo Nordisk, Topsport Vlaanderen-Baloise, Unitedhealthcare, Wanty-Groupe Gobert
- 1 equip continental: Torku Şekerspor

## Etapes

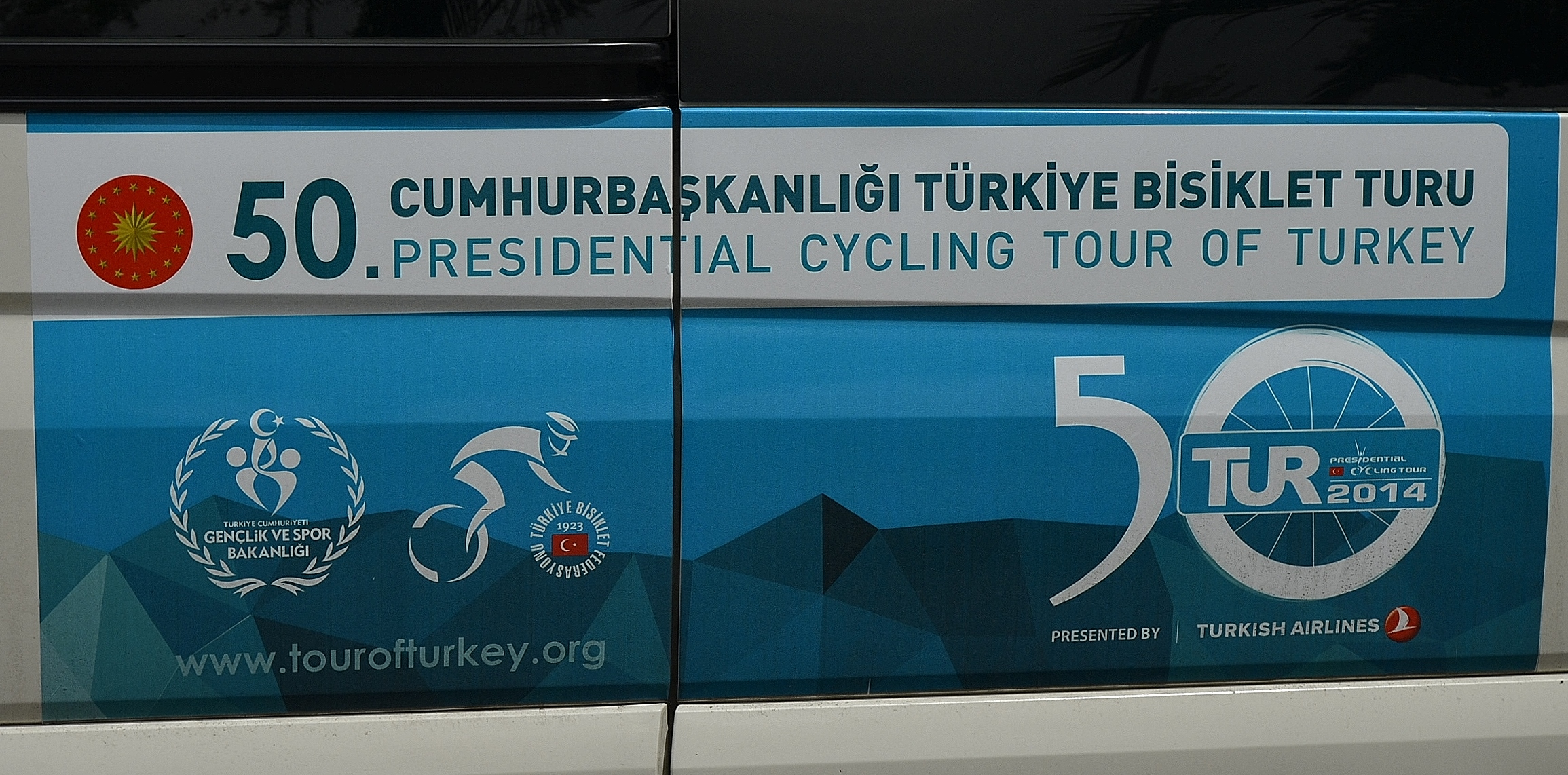
Logo de la 50a edició de la Volta a Turquia en un cotxe de l'organització.

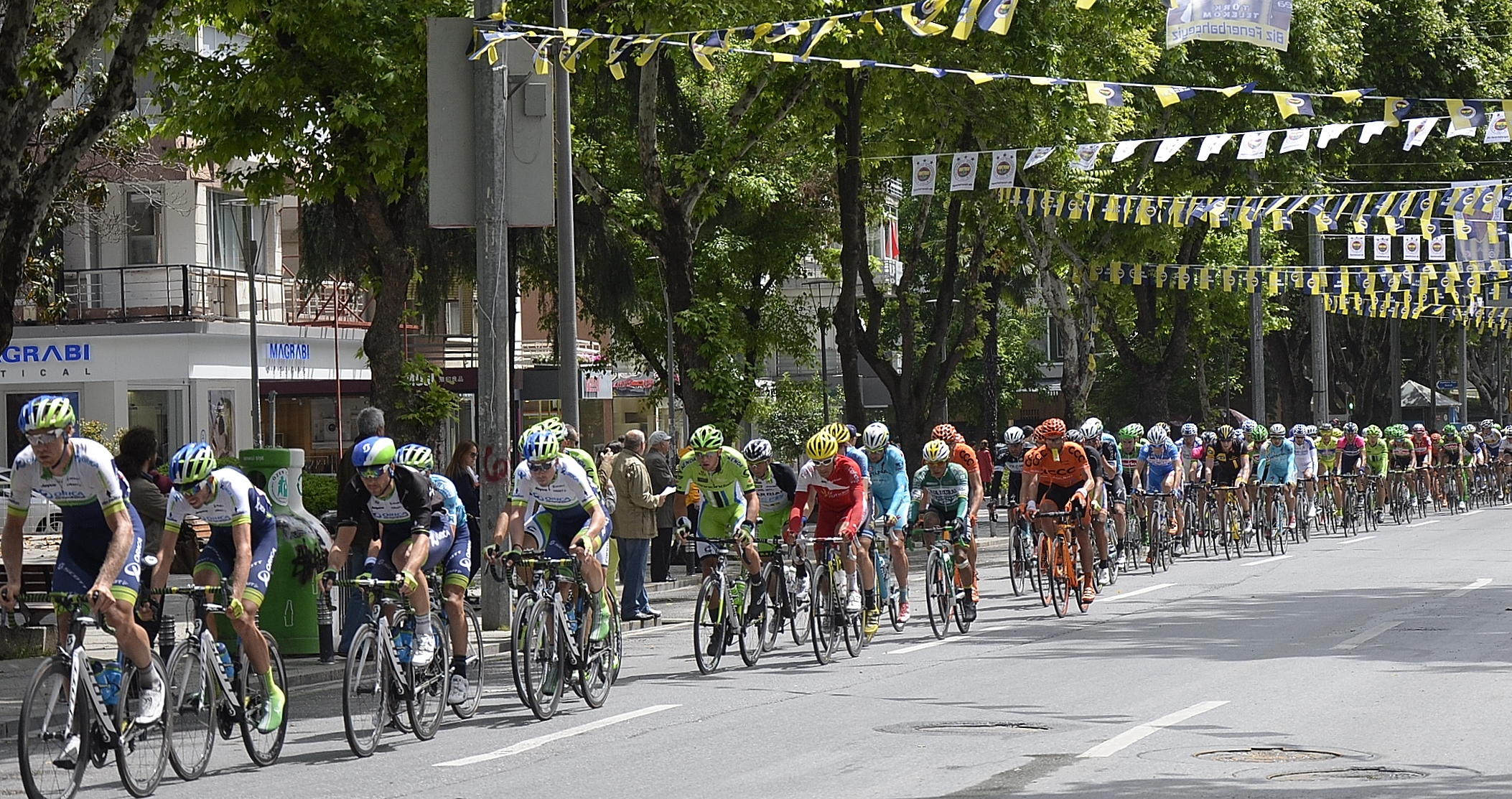
Ciclistes durant la disputa de la 8a etapa.

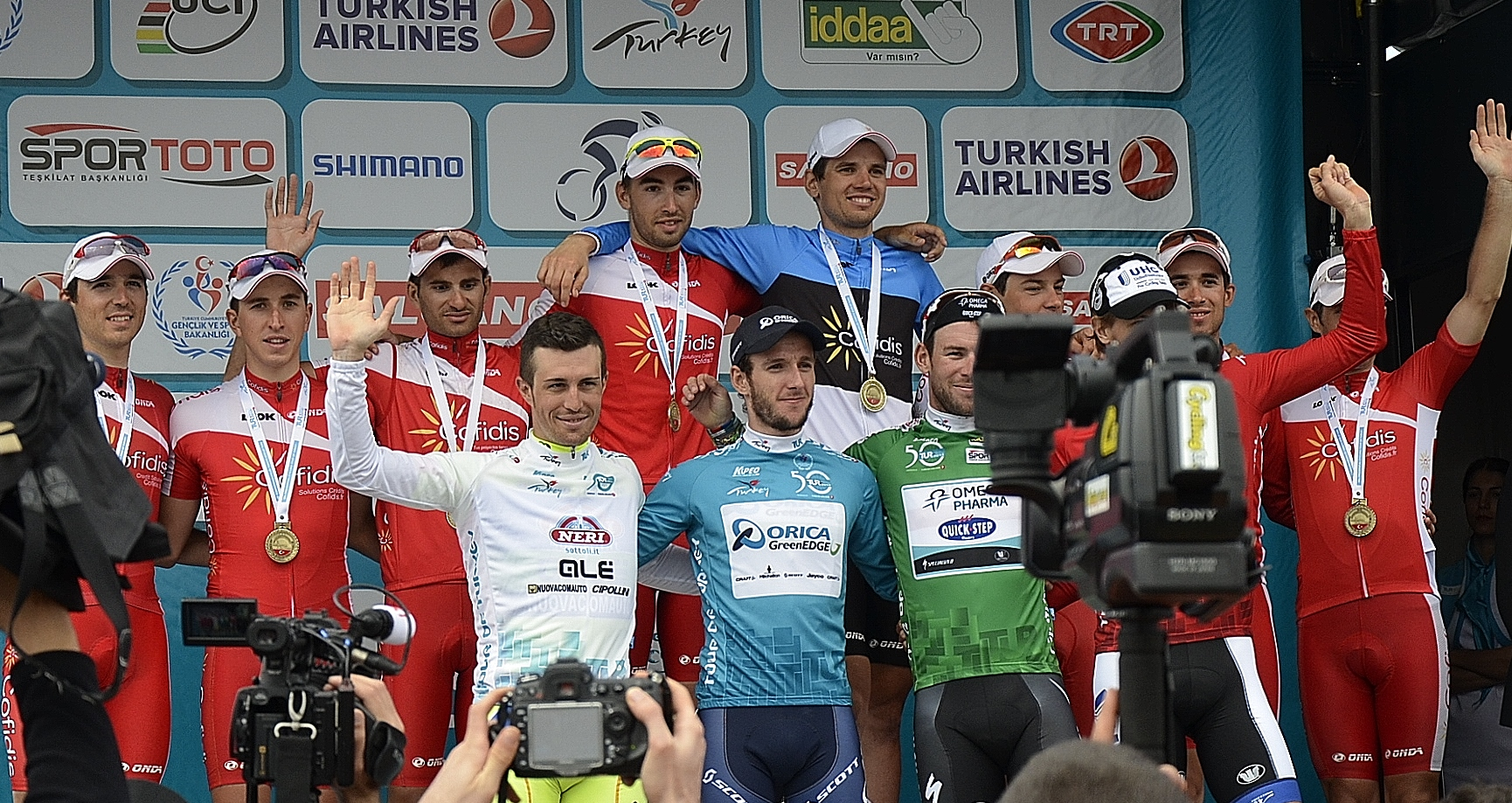
Tots els vencedors al podi: (al darrere), Mattia Pozzo, Adam Yates, Mark Cavendish i Marc de Maar (al davant, d'esquerra a dreta).

| Etapes | Data       | Recorregut          |                         | Km  | Vencedor d'etapa     | Líder de la general  | Ref.          |
| ------ | ---------- | ------------------- | ----------------------- | --- | -------------------- | -------------------- | ------------- |
| 1a     | 27 d'abril | Alanya - Alanya     | Etapa plana             | 141 | Mark Cavendish (GBR) | Mark Cavendish (GBR) | [ 3 ] [ 4 ]   |
| 2a     | 28 d'abril | Alanya - Kemer      | Etapa plana             | 175 | Mark Cavendish (GBR) | Mark Cavendish (GBR) | [ 5 ] [ 6 ]   |
| 3a     | 29 d'abril | Finike - Elmalı     | Etapa de muntanya       | 185 | Rein Taaramäe (EST)  | Rein Taaramäe (EST)  | [ 7 ] [ 8 ]   |
| 4a     | 30 d'abril | Fethiye - Marmaris  | Etapa de mitja muntanya | 132 | Mark Cavendish (GBR) | Rein Taaramäe (EST)  | [ 9 ] [ 10 ]  |
| 5a     | 1 de maig  | Marmaris - Bodrum   | Etapa de mitja muntanya | 183 | Elia Viviani (ITA)   | Rein Taaramäe (EST)  | [ 11 ] [ 12 ] |
| 6a     | 2 de maig  | Bodrum - Selçuk     | Etapa de mitja muntanya | 182 | Adam Yates (GBR)     | Adam Yates (GBR)     | [ 13 ] [ 14 ] |
| 7a     | 3 de maig  | Kuşadası - Izmir    | Etapa plana             | 132 | Elia Viviani (ITA)   | Adam Yates (GBR)     | [ 15 ] [ 16 ] |
| 8a     | 4 de maig  | Istanbul - Istanbul | Etapa plana             | 121 | Mark Cavendish (GBR) | Adam Yates (GBR)     | [ 1 ] [ 2 ]   |

## Classificació final
|    | Ciclista                | Equip                  | Temps       |
| -- | ----------------------- | ---------------------- | ----------- |
| 1  | Adam Yates (GBR)        | Orica-GreenEDGE        | 30h 26' 22" |
| 2  | Rein Taaramäe (EST)     | Cofidis                | + 5"        |
| 3  | Romain Hardy (FRA)      | Cofidis                | + 39"       |
| 4  | Davide Formolo (ITA)    | Cannondale             | + 40"       |
| 5  | Davide Rebellin (ITA)   | CCC Polsat Polkowice   | + 44"       |
| 6  | Juan José Cobo (ESP)    | Torku Şeker Spor       | + 45"       |
| 7  | Kristijan Đurasek (CRO) | Lampre-Merida          | + 45"       |
| 8  | Luis León Sánchez (ESP) | Caja Rural-Seguros RGA | + 51"       |
| 9  | Adam Hansen (AUS)       | Lotto-Belisol          | + 58"       |
| 10 | Enrico Barbin (ITA)     | Bardiani CSF           | + 1' 04"    |

## Evolució de les classificacions
| Etapa | Vencedor       | Classificació general | Classificació per punts | Classificació de la muntnaya | Classificació Turkish Beauties | Classificació per equips |
| ----- | -------------- | --------------------- | ----------------------- | ---------------------------- | ------------------------------ | ------------------------ |
| 1     | Mark Cavendish | Mark Cavendish        | Mark Cavendish          | Marc de Maar                 | Fréderique Robert              | Lampre-Merida            |
| 2     | Mark Cavendish | Mark Cavendish        | Mark Cavendish          | Marc de Maar                 | Fréderique Robert              | Lampre-Merida            |
| 3     | Rein Taaramäe  | Rein Taaramäe         | Mark Cavendish          | Rein Taaramäe                | Mattia Pozzo                   | Cofidis                  |
| 4     | Mark Cavendish | Rein Taaramäe         | Mark Cavendish          | Rein Taaramäe                | Mattia Pozzo                   | Cofidis                  |
| 5     | Elia Viviani   | Rein Taaramäe         | Mark Cavendish          | Marc de Maar                 | Mattia Pozzo                   | Cofidis                  |
| 6     | Adam Yates     | Adam Yates            | Mark Cavendish          | Marc de Maar                 | Mattia Pozzo                   | Cofidis                  |
| 7     | Elia Viviani   | Adam Yates            | Mark Cavendish          | Marc de Maar                 | Mattia Pozzo                   | Cofidis                  |
| 8     | Mark Cavendish | Adam Yates            | Mark Cavendish          | Marc de Maar                 | Mattia Pozzo                   | Cofidis                  |
| Final | Final          | Adam Yates            | Mark Cavendish          | Marc de Maar                 | Mattia Pozzo                   | Cofidis                  |